# デンゼル・ワシントン
デンゼル・ワシントン（英: Denzel Washington, 本名: デンゼル・ヘイズ・ワシントン・ジュニア、Denzel Hayes Washington Jr., 1954年12月28日 - ）は、アメリカ合衆国ニューヨーク州マウントバーノン出身の俳優、映画監督、映画プロデューサー。これまでに2度アカデミー賞に輝いているほか、ベルリン国際映画祭でも2度の男優賞を受賞、さらに舞台では、トニー賞演劇主演男優賞を受賞している。2016年の第73回ゴールデングローブ賞授賞式では、功労賞にあたるセシル・B・デミル賞を受賞した。2度大統領自由勲章も授与されている。アメリカを代表する映画俳優の1人であると同時に、映画監督、舞台俳優でもある。
官僚、将校、ジャーナリストなど、硬派なインテリで真面目な性格の人物を多く演じている。スパイク・リーとの3度目のコラボレーション作『ラストゲーム』（He Got Game）では、妻を殺した罪で服役中の元バスケットボールプレイヤーという役柄を演じたが、彼自身もセミプロ級の腕前である。身長は185cm。
1989年、『グローリー』で、アカデミー助演男優賞を受賞。アカデミー主演男優賞に最も近い黒人俳優として、その日はいつかと期待されていたが、遂に2002年『トレーニング デイ』で、アフリカ系アメリカ人ではシドニー・ポワチエに続いて2人目となるアカデミー主演男優賞を受賞した。

## 生い立ち

### 幼少期
デンゼル・ワシントンはニューヨーク州マウントバーノンで生まれた。姉ロリース（Lorice）と弟デイヴィッド（David）がいる。母親のレニース（Lennis）は、ジョージア州で生まれてニューヨーク州ハーレムで育った。
母親のレニースは美容師として2つの美容院を経営すると同時に、夫（デンゼルの父）が担当する教会でゴスペル歌手の仕事を行うという、当時（1950年代）としては比較的珍しい職業婦人だった（1950年代のアメリカでは、結婚して子供が生まれてからも働く女性はあまり多くなく、ましてや自分の会社や店を自分で経営する女性は更に少なく、黒人層では皆無に近かった）。父親のレヴランド・デンゼル・ワシントン・シニア（Reverend Denzel Washington Sr.）はヴァージニア州デルウィン生まれで、ペンテコステ派の牧師で二つの教会を担当すると同時に、水道局と地元のデパート「S.Klein」でも働いていた。
人種差別が合法であった公民権法施行前のアメリカにおいて、夫婦は黒人であるが故に理不尽なあつかいを受ける辛酸を舐めてきたため、3人の子供達には可能な限り良質な教育を授けようと必死だった、と後に語っている。両親が多忙で家を空けていることが多かったため、デンゼルを含む3人の子供達は学校が終わってから両親が迎えに来るまでの間や週末は、ボーイズ&ガールズクラブ（アメリカの青少年育成団体）に預けられ、デンゼルはそこで多くのスポーツに熱中した。また、母親が経営する美容院でも多くの時間を過ごし、デンゼルはそこで話を作る面白さを客から学んだ。
デンゼルが14歳の時に両親の関係は悪化したが、デンゼル自身と姉はそれぞれ別の全寮制寄宿学校に入れられていたため、両親が離婚した事は暫く後になってから知らされた。デンゼルは、ニューヨーク州マウントバーノンのペニングトン・グリムス小学校（Pennington Grimes Elementary）でグラマー・スクール（grammar school）に通い、そこで様々なスポーツを嗜んだ。反抗期は酷く、彼の行いの粗暴さを心配した母親は、デンゼルの数人の友人が少年院に送られたのを見届けた後、デンゼルを更生させるために全寮制の寄宿学校に送った。母親が、デンゼルの成長期に映画を観る事を禁じていたのも、少しでも暴力的な状況から遠ざけるためであった。デンゼルの粗暴な振舞いは、数人の友人が少年院に送られた事を目の当たりにした事や、母親からの教育的指導のおかげで後に改善している。

### 青年期
デンゼルは子供の頃、テキサス州の工科大学（Texas Tech University）に行きたいと思っていた。この事についてデンゼルは、「私は子供の頃マウントバーノンのボーイズクラブで多くの時間を過ごして、レッド・レイダース（Red Raiders）というチームを作った。だから高校生の時、私が子供の頃所属していたチームと似たようなユニフォームを使っている、レッド・レイダースと呼ばれていたテキサス州ラボック（Lubbock）の大学に行ってみたかったんだ」と語っている。
高校卒業後デンゼルは、オクラホマ州立大学に通ったものの、興味をかきたてるものに出会う事が出来ずにすぐに中退した。改めて1977年にニューヨーク州フォーダム大学（Fordham University）のドラマ及びジャーナリズム学部に編入し直すまで、ベビーシッターを含む様々な職を経験し、その経験は後の俳優人生において役作りに大いに役立った、と語っている。
大学バスケットボールでは指折りの強豪校であるフォーダム大学で、P・J・カーリシモコーチ指導の下でバスケットボールにも熱中し、今でも時間を見つけるとバスケットボールを楽しんでいる。フォーダム大学でサマーキャンプに参加し、そこで寸劇の演出を担当した事から演技に強い関心を寄せ、ジャーナリズムの学位を取得して卒業後、サンフランシスコのアメリカン・コンサバトリー・シアター（American Conservatory Theater）で1年間演技を学んだ。

## キャリア

### 初期のキャリア
最初にプロの俳優として表舞台に立ったのは、テレビ映画『ウィルマ』であり、映画デビューを果たしたのは1981年の『ハロー、ダディ！』であった。彼にとって最初の転機となったのは、病院を舞台とした医学ドラマで1982年から1988年まで放送された、『St. Elsewhere』である。彼はこのシリーズに約7年間出演し、誠実で有能な若い医師役は注目される大きな理由となった。
テレビや映画、あるいは舞台でいくつかの端役をこなした後、1987年にリチャード・アッテンボロー監督作の反アパルトヘイト活動家スティーヴ・ビコの人生を描いた伝記映画『遠い夜明け』でビコを演じ、初めてアカデミー助演男優賞にノミネートされた。1989年、『グローリー』で冷静でありながらも反抗的な元奴隷を演じて、アカデミー助演男優賞を授与された。同じ年には『女王と祖国のために』で、カリブ海生まれでイギリスの落下傘部隊に戻った男、ルーベン・ジェームスを演じた。

### 1990 - 2000年代
1990年夏、デンゼルは映画『ミシシッピー・マサラ』で、デメトリウス・ウィリアムズを演じた。1992年、過去最高の批判と絶賛を同時に浴びたスパイク・リー監督の伝記映画『マルコムX』でタイトルロールを演じた。彼が演じた攻撃的な黒人解放闘士の役は、彼にオスカーノミネーションをもたらした。
映画『マルコムX』は、一夜にして彼のキャリアを大きく変え、アメリカで最も尊敬されるべき俳優にまでのし上げた。後に同じような役のオファーを受ける事になるが、型にはまった俳優にはなりたくなかった彼は、キング牧師のような役を断っている。翌1993年、エイズを扱った映画『フィラデルフィア』で、違う意味で自身のキャリアを危ぶませる役、ゲイ嫌いの弁護士ジョー・ミラーを演じている。この映画では、やはりゲイのエイズ患者というリスクの大きい役を演じたトム・ハンクスと共演している。評論家は、これまでのキャリアを犠牲にする覚悟で果敢に難役に挑戦したことを絶賛している。1990年代初頭から中期にかけては、評価の高かったスリラー映画『ペリカン文書』と『クリムゾン・タイド』、コメディ映画では『から騒ぎ』、そしてロマンティックドラマ映画では『天使の贈りもの』などに主演、ハリウッドの先導役という地位を固めていった。
主役級の人気黒人俳優として、予防的に配慮しなければいけない部分もあるようで、1995年の映画『バーチュオシティ』では、共演の白人女優ケリー・リンチとのキスシーンを断っている。インタビューでケリー・リンチは、「異人種間の恋愛シーンに何の問題も無いので、キスシーンに抵抗はなかった」と答えたが、デンゼルは、「白人男性をターゲットにした映画で白人女性とキスをすれば、あっという間に攻撃の対象にされるからしたくない」と答えている。ケリー・リンチは更に、「それはとても恥ずかしい事で、いつか世界が異人種間の恋愛にこだわらなくなる事を待っている」と答えた。似たような状況は、映画『ペリカン文書』でジュリア・ロバーツとの間にも起こっている。ジュリア・ロバーツは、「いつこの人とキスが出来るのだろう」と撮影の間中ドキドキしていたが、「ハグと頬へのキスで終わってしまい、がっかりした。何の問題もないのに」とインタビューで答えている。
こうした白人女優とのキスを断る姿勢は、1989年の映画『刑事クイン/妖術師の島』から始まっている。この映画では唯一、共演のミミ・ロジャースとキスをしたが、試写で黒人女性からのブーイングを浴びたため、編集に頼んでカットしてもらっている。後にデンゼルは、『ニューズウィーク』誌でのインタビューで、「映画の中で黒人女性とカップルを演じることは少ない、けれど彼女たちは大切なファンだ」と答えている。しかし1998年、スパイク・リー監督作『ラストゲーム』では、ミラ・ジョヴォヴィッチとのセックスシーンに挑戦している。
1999年映画『ザ・ハリケーン』で、3つの殺人事件で告発されて約20年間獄中で過ごしたボクサー、ルービン・カーターを演じ、アカデミー主演男優賞にノミネートされた。この作品については、史実との整合性について新聞その他マスコミで論争が巻き起こったものの、2000年のゴールデン・グローブ賞とベルリン国際映画祭における銀熊賞を受賞した。
テレビ映画『奇跡のランナー/ロレッタ・クレイボーン』の終盤に出演しており、ロレッタ・クレイボーンに、彼女の勇気を讃えアーサー・アッシュ・イーエスピーアイ（Arthur Ashe ESPY）賞を授けている。

### 2000年 - 2010年
2000年、ディズニーフィルムの『タイタンズを忘れない』に主演し、この映画はアメリカ国内だけでも1億ドルを叩き出した。2001年、『トレーニング デイ』でアカデミー主演男優賞を受賞。この映画では、ロサンゼルス市の汚職警官を演じる。「オスカーを獲得したのは、前作『ザ・ハリケーン』で演じた役柄とは180度違う役でも正々堂々と潔く演じたからだ」と批評家は絶賛した。
その後2002年、健康保険の問題を鋭く突いた社会派の映画『ジョンQ -最後の決断-』で主演し、最初の監督作品『アントワン・フィッシャー 君の帰る場所』では助演を務めた。そして、2003年から2004年にかけてはサスペンス映画『タイムリミット』、『マイ・ボディガード』、『クライシス・オブ・アメリカ』で主演を務めた。2006年3月には、立てこもりの銀行強盗犯を描いた『インサイド・マン』が公開され、監督は再びスパイク・リー、共演はジョディ・フォスター、クライヴ・オーウェンである。同年11月には、トニー・スコット監督との3度目のコラボとなる『デジャヴ』が公開された。
そして2007年には、『バーチュオシティ』に続いてラッセル・クロウと映画『アメリカン・ギャングスター』で共演、4630万ドルのオープニングセールスを記録し、キャリア史上最高のオープニング成績を残した。監督第2作の『グレート・ディベーター 栄光の教室』では、主演も務めた。2009年には、ウォルター・マッソー主演で製作および公開された1974年のスリラー映画『サブウェイ・パニック』のリメイク『サブウェイ123 激突』でジョン・トラボルタと共演、このときは、『デジャヴ』に続いてトニー・スコットがメガホンを執った。
2010年に入ると、映画ではアクション作品への出演が増える。SF映画『ザ・ウォーカー』では、ゲイリー・オールドマンと共演、監督にはアルバート・ヒューズを迎えて製作された。同作品は、2009年2月にニューメキシコ州で撮影が開始され、2010年1月15日に全米公開された。次に、アクション映画『アンストッパブル』では、再びトニー・スコット監督とタッグを組み、共演には若手俳優のクリス・パインを迎えている。

### 2011年 -
2012年には、アクション映画『デンジャラス・ラン』で若手俳優ライアン・レイノルズと共演し、久々の悪役を演じている。そして2013年、映画『フライト』でも少し狡猾な操縦士を演じ、アカデミー賞主演男優賞にノミネートされ、3度目のオスカーかと囁かれたものの、受賞は逃した。その後、『イコライザー』にて悪役から正義感あふれる役が復活した。2014年、サン・セバスティアン国際映画祭でドノスティア賞（功労賞）を受賞した。
2016年には、監督、製作を務めた『フェンス』でアカデミー主演男優賞と、プロデューサーとしてアカデミー作品賞にダブルノミネートされた。その翌年の2017年には『ローマンという名の男 -信念の行方-』により2年連続でアカデミー主演男優賞にノミネートされた。
2021年に『マクベス』によって7度目となるアカデミー主演男優賞ノミネートを受けた。
2022年7月にはアメリカ合衆国で文民に贈られる最高位の勲章である大統領自由勲章を受章。ただし新型コロナウイルスの検査で陽性反応が出ていたため、7月7日にホワイトハウスで開催された授賞式には出席できなかった。
現地時間2025年1月4日午後1時51分、ジョー・バイデン大統領より大統領自由勲章を授与された。

## 舞台俳優として
2005年、シェイクスピア作『リチャード三世』（1990年上演）以来、15年ぶりに舞台俳優業に再挑戦し、同じシェイクスピア作の『ジュリアス・シーザー』でブルータスを演じた。2010年、『Fences』で主役のトロイ・マクソンを演じ、トニー賞演劇主演男優賞を受賞した。

## 演技
デンゼルは、トレーラーハウスでコーヒーを飲んだり、葉巻を吸っていたりする時 は普段の彼だが、一歩外に出ると、撮影外でも役になりきってしまう。そのため、映画『マイ・ボディガード』（Man on Fire）の最初の頃、ダコタ・ファニングを助手席に乗せて撮影外で運転をしても、彼は正面を向いて一言も彼女と話さなかった。彼女のほうは、もっぱら台本か新聞を読んでおり、「『アイ・アム・サム』でのショーンもそうだったから、気にしなかった」と語っている。

## 私生活
1983年、映画『ウィルマ』のセットで出会った、女優のポーレッタ・ピアソン（現在はポーレッタ・ワシントン）と結婚。ワシントン夫婦は4人の子供を授かっており、1984年7月28日生まれの長男ジョン・デヴィッド・ワシントンは、2006年の5月にプロフットボールチーム、セントルイス・ラムズと雇用契約を交わしている。彼は、モアハウス大学にフットボールの特待生として学費全額免除で通っていた。2020年公開の「テネット」では主演俳優を務めた。1987年11月28日生まれの長女カティアは、名門エール大学に入学した。双子のオリヴィアとマルコム(マルコムXからの命名)は、1991年4月10日生まれである。マルコムはペンシルベニア大学で、フットボールをプレイしていた。オリヴィアは女優志望で、ニューヨーク大学に通っていた。1995年にワシントン夫妻は、南アフリカでデズモンド・ツツ司教同席の中で夫婦の誓いを改めて行った。
デンゼルは家族とともに、テキサス州サン・アントニオ（San Antonio, Texas）のブルック陸軍病院（Brooke Army Medical Center）に入院している兵士達を慰問に訪れた。後日デンゼルは、入院している兵士達の家族を宿泊させるための小さなホテル、フィッシャー・ハウスズ（Fisher Houses）に寄付をしている。2006年10月、デンゼルは、『ハンド・トゥ・ガイド・ミー（Hand to Guide Me）』（邦題『僕が大切にしている人生の知恵を君に伝えよう』）を著し、ベストセラーになった。本の内容は、著名な俳優・政治家・スポーツ選手などが、子供時代のどんな体験が自身の職業を決める上でどう働いたのかを説いたものである。その本はアメリカの子供たちのために活動する協会から出版され、デンゼルは講演を依頼された。
デンゼルは俳優を志す前、大学卒業後の進路について迷っていた時期に、亡父と同じく牧師になりたいと考えた事もあり、現在でも敬虔なクリスチャンとしても知られている。現地時間2024年12月21日に、ニューヨークにあるプロテスタント系ペンテコステ派協会のケリー・テンプル・チャーチにて洗礼を受け、洗礼証明書と牧師免許証を受け取った。実際にデンゼルはキリスト教と関りがある役柄の出演が多かった。
また2007年5月20日、モアハウス大学から名誉博士号を授与されている。
アメリカ出身のチャドウィック・ボーズマンがワシントンD.C.の名門大学ハワードに入学し、そこで週に一度の臨時教師をしていたフィリシア・ラシャドからイギリスのオックスフォードで演技を学ぶための交換留学を勧められたが、当時お金がなく渡航費や学費を出せなかったチャドウィックのために資金を提供していた。

## 黒人俳優として
アメリカにおける人種差別を背景に、黒人俳優が長年「型にはまった知能の低い悪党」という役柄か、エンタテイナー、あるいは家族で観られるコメディー映画にしか出演の機会を与えられなかったハリウッドにおいて、デンゼルは極めて独特な地位を築いた事で知られている。
『エリン・ブロコビッチ』でアカデミー主演女優賞を受賞したジュリア・ロバーツは、「ニューズウィーク」誌の取材に対して、「デンゼルなら、オスカーを3つもらっても少ないぐらい」と評している。またデンゼルとは『グローリー』『戦火の勇気』『マーシャル・ロー』と3度タッグを組み、双方とも全幅の信頼を寄せている映画監督のエドワード・ズウィックも、「白人俳優を主役に想定した脚本ばかりが映画化される」と同誌のインタビューで答えている。「黒人らしい」お定まりの脇役しか演じる機会を与えられないというのが、アメリカにおいての黒人俳優の状況・問題でもあるが、その中でデンゼルは、誇り高い黒人、目的を持ち強く冷静に生きていく男の姿を多彩な役柄で演じ分ける事でハリウッドの伝統に抵抗し続けている。1984年デンゼルは、第二次世界大戦中の米陸軍における黒人兵士間の対立を描いた映画、『ソルジャー・ストーリー』に出演した。黒人コメディアンのエディ・マーフィがハリウッドで大受けしていた時代に、デンゼルはコメディーだけが黒人俳優の仕事ではないと主張するため、敢えて人種間の緊張を引きずる作品に出ていたのである。
1970年代後半、まだ駆け出しの新人俳優だったデンゼルは、大先輩で大親友、師匠でもあるシドニー・ポワチエに、「君のキャリアは最初の3〜4本の出演作で決まる。自分がいいと信じる役が来るまで待つべきだ」とアドバイスされ、言われるがままにいくつかの「黒人らしい」役を断った。その後、社会派の伝記映画『遠い夜明け』のスティーヴ・ビコ役に抜擢され、オスカー俳優のケヴィン・クライン相手に一歩も引けを取らぬ見事な演技を披露して、社会派の黒人俳優だと世間に認識され、アカデミー助演男優賞にノミネートされた。現在デンゼルは、他の多くの黒人俳優のようにコメディアンやエンタテイナー、あるいは名悪役として認知されるのではなく、社会派の名優としての地位を完璧なまでに築いた。

## トリビア
- ニューヨーク・ヤンキースファンである。
- バスケットボールチームのロサンゼルス・レイカーズのファンでもあり、特等席のチケットを持っているが、マスコミにみつかるといつも素晴らしい試合だったと答えなければならないため、好きな試合は自宅で観戦する事にしている。
- デンゼルは、2人目の黒人のアカデミー主演男優賞受賞者である。1人目はシドニー・ポワチエであり、デンゼルが最優秀主演男優賞を受賞した夜、彼もまたアカデミー名誉賞を受賞していた。2人はこの夜以前に別のアカデミー賞を受賞している。デンゼルは主演男優賞受賞後のスピーチで、たとえこの先別のオスカーが授与されようとも、これからもポワチエの足跡を追って行く、と明言した。しかしながら、長らくの間デンゼルはオスカーを2度授与された唯一の黒人俳優であった。（第89回・第91回のアカデミー賞においてマハーシャラ・アリがアカデミー助演男優賞を受賞し、デンゼルに次ぐ2人目の快挙となった。）また、ノミネーションにおいては現在までに主演・助演を含め9回を数え、黒人俳優の中で最多である。
- デンゼル・ワシントンはいくつかの伝記映画で、史実との整合性や実在の人物との人間像の食い違いについて、痛烈な批判を浴びている。例を挙げると、スティーヴ・ビコ（遠い夜明け）、マルコムX（マルコムX）、ルービン・カーター（ザ・ハリケーン）、ハーマン・ブーン（タイタンズを忘れない）など。
- デンゼルの名前は、アニメ作品『プラウド・ファミリーProud Family』リッツィー・マクガイアで登場している。数ある黒人俳優が出演している映画で、デンゼルの名がたとえに使われることも多い。
- 2009年8月、映画『サブウェイ123 激突』のプロモーションのため来日した際、お台場合衆国を訪れ、そこで生野陽子アナウンサーがデザインしたTシャツを気に入り、娘達へのお土産に選んだ。
- 『ザ・ハリケーン』でプロボクサールービン・カーターを演じるために、撮影開始の一年前からロサンゼルスのボクシングジムに通い、テリー・クレイボーン（Terry Clayborn）にコーチをしてもらった。『ザ・ハリケーン』の前には『ボーン・コレクター』で寝たきりの科学捜査官役を演じたため、「撮影の合間にジムに通って体を鍛えたよ。何しろ撮影中は全く動かないから、体を動かすのが楽しくてね」とインタビューで答えている。テリー・クライボーンは、「デンゼルは20年若ければ、プロボクサーになることも夢ではなかった」と述べている。
- ニューズウィーク誌の特集で、美の基準についてデンゼルは何度も取り上げられている。
- 1995年デンゼルは、映画『クリムゾン・タイド』の撮影現場を訪れたクエンティン・タランティーノについて、プレミア誌のインタビュー記事で語っている。その当時タランティーノは、クレジットされてはいないものの、既にいくつかの脚本を書いていた。デンゼルは、タランティーノが自身の脚本の中で、頻繁に差別用語を使用していることに対して非難していた。タランティーノはこの事について、もっとプライベートで話し合いをしたいと語った。デンゼルは、「もし話し合いがしたいのなら、今ここですればいいじゃないか」と返答しているが、後にタランティーノはいいアーティストだ、と語っている。しかしながらタランティーノとデンゼルの盟友スパイク・リーが激しい舌戦を繰り広げた事は、周知の事実かつ有名である。
- デンゼルの名前は父親のミドルネームで、父親がいつか「ドクター・デンゼル」になれるように、と願ってつけたものだった。前述の通り、2007年モアハウス大学から名誉博士号を授与され、父親の願い通り「ドクター・デンゼル・ワシントン」になった。
- デンゼルは、1992年スパイク・リー監督の超大作『マルコムX』でタイトルロールを演じたが、それ以前にブロードウェイのヘンリー・ストリート・シアターの舞台『When the Chickens Came Home to Roost』でもマルコムX役を演じている。
- 日本のバラエティ番組「王様のブランチ」に出演した際、日本の映画では黒澤明の映画作品が好きだと語った。

## フィルモグラフィ
※役名の太字表記は主演。

### 映画

#### 劇場公開映画
| 年   | 題名                                                                      | 役名                               | 備考                                                                   | 吹き替え                                                                                    |
| ---- | ------------------------------------------------------------------------- | ---------------------------------- | ---------------------------------------------------------------------- | ------------------------------------------------------------------------------------------- |
| 1981 | ハロー、ダディ! Carbon Copy                                               | ロジャー・ポーター                 |                                                                        | 吹替版なし                                                                                  |
| 1984 | ソルジャー・ストーリー A Soldier's Story                                  | メルヴィン・ピーターソン上等兵     | 1981年に出演した舞台作品の映画化（同役）                               | 吹替版なし                                                                                  |
| 1986 | キングの報酬 Power                                                        | アーノルド・バイリングス           |                                                                        | 田中正彦（フジテレビ版）                                                                    |
| 1987 | 遠い夜明け Cry Freedom                                                    | スティーヴ・ビコ                   | 山寺宏一                                                               |                                                                                             |
| 1989 | 刑事クイン/妖術師の島 The Mighty Quinn                                    | エグゼヴィア・クイン               | 吹替版なし                                                             |                                                                                             |
| 1989 | 女王と祖国のために For Queen and Country                                  | ルーベン・ジェームス               | 吹替版なし                                                             |                                                                                             |
| 1989 | グローリー Glory                                                          | トリップ二等兵                     | 大塚明夫（ソフト版） 菅生隆之（日本テレビ版）                          |                                                                                             |
| 1990 | 私の愛したゴースト Heart Condition                                        | ナポレオン・ストーン               | 吹替版なし                                                             |                                                                                             |
| 1990 | モ'・ベター・ブルース Mo' Better Blues                                    | ブリーク・ギリアム                 | 松本保典                                                               |                                                                                             |
| 1991 | リコシェ Ricochet                                                         | ニック・スタイルズ検事補           | 東地宏樹（DVD版） 銀河万丈（VHS版） 大塚芳忠（日本テレビ版）           |                                                                                             |
| 1992 | ミシシッピー・マサラ Mississippi Masala                                   | デメトリウス・ウィリアムス         | 吹替版なし                                                             |                                                                                             |
| 1992 | マルコムX Malcolm X                                                       | マルコムX                          | 山寺宏一                                                               |                                                                                             |
| 1993 | から騒ぎ Much Ado About Nothing                                           | ドン・ペドロ                       | 金尾哲夫                                                               |                                                                                             |
| 1993 | ペリカン文書 The Pelican Brief                                            | グレイ・グランサム記者             | 原康義（ソフト版） 大塚芳忠（テレビ朝日版）                            |                                                                                             |
| 1993 | フィラデルフィア Philadelphia                                             | ジョー・ミラー弁護士               | 安原義人                                                               |                                                                                             |
| 1995 | クリムゾン・タイド Crimson Tide                                           | ロン・ハンター少佐                 | 大塚明夫（ソフト版） 山寺宏一（日本テレビ版） 小山力也（テレビ朝日版） |                                                                                             |
| 1995 | バーチュオシティ Virtuosity                                               | パーカー・バーンス警部補           | 原康義（ソフト版） 江原正士（フジテレビ版）                            |                                                                                             |
| 1995 | 青いドレスの女 Devil in a Blue Dress                                      | エゼキエル・ローリンズ             | 山寺宏一                                                               |                                                                                             |
| 1996 | 戦火の勇気 Courage Under Fire                                             | ナサニエル・サーリング中佐         | 山路和弘（ソフト版） 磯部勉（フジテレビ版） 小山力也（テレビ朝日版）   |                                                                                             |
| 1996 | 天使の贈りもの The Preacher's Wife                                        | ダドリー                           | 山路和弘                                                               |                                                                                             |
| 1998 | 悪魔を憐れむ歌 Fallen                                                     | ジョン・ホブス刑事                 | 大塚芳忠（ソフト版） 小山力也（フジテレビ版）                          |                                                                                             |
| 1998 | ラストゲーム He Got Game                                                  | ジェイク・シャトルワース           | 大塚明夫                                                               |                                                                                             |
| 1998 | マーシャル・ロー The Siege                                                | アンソニー・ハバード特別捜査官     | 小山力也                                                               |                                                                                             |
| 1999 | ボーン・コレクター The Bone Collector                                     | リンカーン・ライム科学捜査官       | 大塚明夫（ソフト版） 小山力也（テレビ朝日版）                          |                                                                                             |
| 1999 | ザ・ハリケーン The Hurricane                                              | ルービン・カーター                 | 山野史人（ソフト版） 山寺宏一（日本テレビ版）                          |                                                                                             |
| 2000 | タイタンズを忘れない Remember the Titans                                  | ハーマン・ブーン                   | 大塚明夫                                                               |                                                                                             |
| 2000 | 奇跡のランナー/ロレッタ・クレイボーン The Loretta Claiborne Story         | 本人                               | 吹替版なし                                                             |                                                                                             |
| 2001 | トレーニング デイ Training Day                                            | アロンゾ・ハリス刑事               | 手塚秀彰                                                               |                                                                                             |
| 2002 | ジョンQ -最後の決断- John Q                                               | ジョン・クインシー・アーチボルド   | 大塚明夫（ソフト版） 小山力也（日本テレビ版） TBA（機内上映版）        |                                                                                             |
| 2002 | アントワン・フィッシャー きみの帰る場所 Antwone Fisher                    | ジェローム・ダヴェンポート医師     | 兼監督・製作                                                           | 小山力也                                                                                    |
| 2003 | タイムリミット Out of Time                                                | マット・リー・ウィトロック警察署長 |                                                                        | 大塚明夫（ソフト版） 石塚運昇（配信版）                                                     |
| 2004 | マイ・ボディガード Man on Fire                                            | ジョン・W・クリーシー              | 大塚明夫（ソフト版） 小山力也（配信版）                                |                                                                                             |
| 2004 | クライシス・オブ・アメリカ The Manchurian Candidate                       | ベン・マルコ少佐                   | 小山力也                                                               |                                                                                             |
| 2006 | インサイド・マン Inside Man                                               | キース・フレイジャー刑事           | 山路和弘                                                               |                                                                                             |
| 2006 | デジャヴ Deja Vu                                                          | ダグ・カーリン特別捜査官           | 大塚明夫                                                               |                                                                                             |
| 2007 | アメリカン・ギャングスター American Gangster                              | フランク・ルーカス                 | 大塚明夫                                                               |                                                                                             |
| 2007 | アメリカン・ギャングスター エクステンデッド・バージョン American Gangster | フランク・ルーカス                 | 大塚明夫                                                               |                                                                                             |
| 2007 | グレート・ディベーター 栄光の教室 The Great Debaters                      | メルヴィン・B・トルソン            | 兼監督                                                                 | 吹替版なし                                                                                  |
| 2009 | サブウェイ123 激突 The Taking of Pelham 123                               | ウォルター・ガーバー               |                                                                        | 石塚運昇                                                                                    |
| 2010 | ザ・ウォーカー The Book of Eli                                            | イーライ                           | 兼製作                                                                 | 大塚明夫                                                                                    |
| 2010 | アンストッパブル Unstoppable                                              | フランク・バーンズ機関士           |                                                                        | 大塚明夫                                                                                    |
| 2012 | デンジャラス・ラン Safe House                                             | トビン・フロスト元CIA工作員        | 小山力也（ソフト版） 大塚明夫（BSジャパン版）                          |                                                                                             |
| 2012 | フライト Flight                                                           | ウィリアム・ウィテカー機長         | 小山力也                                                               |                                                                                             |
| 2013 | 2ガンズ 2 Guns                                                            | ボビー・トレンチ                   | 大塚明夫                                                               |                                                                                             |
| 2014 | イコライザー The Equalizer                                                | ロバート・マッコール               | 大塚明夫                                                               | 兼製作 米国ドラマ『ザ・シークレット・ハンター』の映画化                                     |
| 2016 | フェンス Fences                                                           | トロイ・マクソン                   | 大塚明夫                                                               | 兼監督・製作 2010年に出演した舞台作品の映画化。 日本劇場未公開・DVD発売のみ（2017年6月7日） |
| 2017 | マグニフィセント・セブン The Magnificent Seven                            | サム・チザム                       | 大塚明夫                                                               | 『荒野の七人』のリメイク                                                                    |
| 2017 | ローマンという名の男 -信念の行方- Roman Israel, Esq.                      | ローマン・J・イスラエル            | 大塚明夫                                                               |                                                                                             |
| 2018 | イコライザー2 The Equalizer 2                                             | ロバート・マッコール               | 大塚明夫                                                               | 兼製作                                                                                      |
| 2021 | リトル・シングス The Little Things                                        | ジョー・ディーコン保安官           | 大塚明夫                                                               |                                                                                             |
| 2021 | ジョン・コルトレーン チェイシング・トレーン Chasing Trane                 | 本人                               | 大塚明夫                                                               | ドキュメンタリー映画                                                                        |
| 2021 | マクベス The Tragedy of Macbeth                                           | マクベス                           | 大塚明夫                                                               | シェイクスピア作品『マクベス』の映画化                                                      |
| 2021 | きみに伝えたいこと A Journal for Jordan                                   | N/A                                | 監督・製作                                                             | N/A                                                                                         |
| 2023 | イコライザー THE FINAL The Equalizer 3                                    | ロバート・マッコール               | 兼製作                                                                 | 大塚明夫                                                                                    |
| 2024 | グラディエーターII 英雄を呼ぶ声 Gladiator 2                               | マクリヌス                         |                                                                        | 大塚明夫                                                                                    |
| 2025 | 天国と地獄 Highest 2 Lowest Highest 2 Lowest                              | デヴィッド・キング                 |                                                                        | 大塚明夫                                                                                    |
| TBA  | Hannibal's biopic movie                                                   | TBA                                | プリプロダクション                                                     | TBA                                                                                         |
| TBA  | Untitled Black Panther 3                                                  | TBA                                | プリプロダクション                                                     | TBA                                                                                         |
| TBA  | Untitled The Equalizer 4                                                  | ロバート・マッコール               | プリプロダクション                                                     | TBA                                                                                         |
| TBA  | Untitled The Equalizer 5                                                  | ロバート・マッコール               | プリプロダクション                                                     | TBA                                                                                         |

#### テレビ映画
| 年   | 題名                                                                 | 役名                     | 備考                    |
| ---- | -------------------------------------------------------------------- | ------------------------ | ----------------------- |
| 1977 | ウィルマ Wilma                                                       | ロバート・エルドリッジ   |                         |
| 1979 | チャンピオンへの道 Flesh & Blood                                     | カーク                   |                         |
| 1984 | ライセンス・トゥ・キル 殺しのライセンス License to Kill              | マーティン・ソーヤー検事 |                         |
| 1986 | ジョージ・マッケンナ物語/暴力教室に挑んだ男 The George McKenna Story | ジョージ・マッケンナ     |                         |
| 1997 | Mother Goose: A Rappin' and Rhymin' Specisal                         | オマルの声 / ルイ軍曹    |                         |
| 2013 | The March                                                            | ナレーション             | PBSドキュメンタリー映画 |

#### WEB配信映画
| 年   | 題名                                                                                              | 役名 | 配信局  | 備考                 | 吹替       |
| ---- | ------------------------------------------------------------------------------------------------- | ---- | ------- | -------------------- | ---------- |
| 2020 | マ・レイニーのブラックボトム Ma Rainey's Black Bottom                                             | N/A  | Netflix | 製作                 | N/A        |
| 2020 | マ・レイニーのブラックボトムが映画になるまで Ma Rainey's Black Bottom: A Legacy Brought to Screen | 本人 | Netflix | ドキュメンタリー映画 | 吹替版なし |
| 2020 | GIVING VOICE: 内なる声が語ること Giving Voice                                                     | 本人 | Netflix | ドキュメンタリー映画 | 吹替版なし |
| 2024 | ピアノ・レッスン The Piano Lesson                                                                 | N/A  | Netflix | 製作                 | N/A        |
| 2024 | ピアノ・レッスン:その偉業と精神 The Piano Lesson: Legacy and a Vision                             | 本人 | Netflix | ドキュメンタリー映画 | 吹替版なし |

### テレビシリーズ

#### テレビドラマ
| 年   | 題名                                            | 役名                         | 備考                                   |
| ---- | ----------------------------------------------- | ---------------------------- | -------------------------------------- |
| 1988 | St. Elsewhere                                   | フィリップ・チャンドラー医師 |                                        |
| 1992 | Great Performances                              | ナレーション                 |                                        |
| 1997 | Happily Ever After: Fairy Tales for Every Child | オマル王の声／ルイ軍曹       | Season1#5／Season2#26                  |
| 2015 | グレイズ・アナトミー 恋の解剖学 Grey's Anatomy  | N/A                          | 監督（シーズン12:第9話『沈黙の先に』） |

#### テレビアニメ
| 年   | 題名                    | 役名               | 備考     |
| ---- | ----------------------- | ------------------ | -------- |
| 1991 | Rabbit Ears: Anansi     | アナンシー         | 声の出演 |
| 1992 | Rabbit Ears: John Henry | ジョニー・ヘンリー | 声の出演 |

## 舞台
| 年   | 題名                                 | 役名                           | 備考                                 |
| ---- | ------------------------------------ | ------------------------------ | ------------------------------------ |
| 1974 | The Emperor Jones                    |                                | 舞台                                 |
| 1975 | Othello                              | 舞台「オセロ」                 |                                      |
| 1979 | Coriolanus                           | アデル，その他                 | 舞台「コリオレイナス」（ビデオ発売） |
| 1979 | Ceremonies in Dark Old Men           | ボビー・パーカー               | 舞台                                 |
| 1981 | When the Chickens Come Home to Roost | マルコムX                      | 舞台                                 |
| 1981 | A Soldier's Play                     | メルヴィン・ピーターソン上等兵 | 舞台                                 |
| 1983 | Every Goodbye Ain't Gone             | フランク                       | 舞台                                 |
| 1988 | Checkmates                           | シルベスター・ウィリアムス     | 舞台                                 |
| 1990 | The Tragedy of Richard III           | リチャード・デューク           | 舞台「リチャード三世」               |
| 2005 | Julius Caesar                        | マーカス・ブルータス           | 舞台「ジュリアス・シーザー」         |
| 2010 | Fences                               | トロイ・マクソン               | 舞台 トニー賞（演劇部門）受賞        |
| 2014 | A Raisin in the Sun                  | ウォルター・ヤンガー           | 舞台「ア・レーズン・イン・ザ・サン」 |
| 2018 | The Iceman Cometh                    | セオドア・ヒックマン           | 舞台「氷人来たる」                   |

## 受賞とノミネート

### 映画
| 年   | 候補作                                | 賞名                                   | 部門                     | 結果       |
| ---- | ------------------------------------- | -------------------------------------- | ------------------------ | ---------- |
| 1987 | 『遠い夜明け』                        | アカデミー賞                           | 助演男優賞               | ノミネート |
| 1987 | 『遠い夜明け』                        | ゴールデングローブ賞                   | 主演男優賞               | ノミネート |
| 1989 | 『グローリー』                        | アカデミー賞                           | 助演男優賞               | 受賞       |
| 1989 | 『グローリー』                        | ゴールデングローブ賞                   | 助演男優賞               | 受賞       |
| 1992 | 『マルコムX』                         | ベルリン国際映画祭                     | 銀熊賞                   | 受賞       |
| 1992 | 『マルコムX』                         | アカデミー賞                           | 主演男優賞               | ノミネート |
| 1992 | 『マルコムX』                         | ゴールデングローブ賞                   | 主演男優賞               | ノミネート |
| 1999 | 『ザ・ハリケーン』                    | ゴールデングローブ賞                   | 主演男優賞               | 受賞       |
| 1999 | 『ザ・ハリケーン』                    | ベルリン国際映画祭                     | 銀熊賞                   | 受賞       |
| 1999 | 『ザ・ハリケーン』                    | アカデミー賞                           | 主演男優賞               | ノミネート |
| 2001 | 『トレーニング デイ』                 | アカデミー賞                           | 主演男優賞               | 受賞       |
| 2001 | 『トレーニング デイ』                 | ロサンゼルス映画批評家協会賞           | 男優賞                   | 受賞       |
| 2001 | 『トレーニング デイ』                 | ゴールデングローブ賞                   | 主演男優賞               | ノミネート |
| 2007 | 『アメリカン・ギャングスター』        | ゴールデングローブ賞                   | 主演男優賞               | ノミネート |
| 2012 | 『フライト』                          | FAAAFブラック・リール賞                | 主演男優賞               | 受賞       |
| 2012 | 『フライト』                          | NAACPイメージ・アワード                | 主演男優賞               | 受賞       |
| 2012 | 『フライト』                          | アフリカン・アメリカン映画批評家協会賞 | 主演男優賞               | 受賞       |
| 2012 | 『フライト』                          | オーストラリア映画協会賞               | 主演男優賞               | ノミネート |
| 2012 | 『フライト』                          | 放送映画批評家協会賞                   | 主演男優賞               | ノミネート |
| 2012 | 『フライト』                          | アカデミー賞                           | 主演男優賞               | ノミネート |
| 2012 | 『フライト』                          | シカゴ映画批評家協会賞                 | 主演男優賞               | ノミネート |
| 2012 | 『フライト』                          | ダラス・フォートワース映画批評家協会賞 | 主演男優賞               | ノミネート |
| 2012 | 『フライト』                          | オンライン映画批評家協会賞             | 主演男優賞               | ノミネート |
| 2012 | 『フライト』                          | 全米映画俳優組合賞                     | 主演男優賞               | ノミネート |
| 2012 | 『フライト』                          | セントルイス映画批評家協会賞           | 主演男優賞               | ノミネート |
| 2012 | 『フライト』                          | ワシントンD.C.映画批評家協会賞         | 主演男優賞               | ノミネート |
| 2012 | 『フライト』                          | ゴールデングローブ賞                   | 主演男優賞（ドラマ部門） | ノミネート |
| 2012 | 『フライト』                          | サテライト賞                           | 主演男優賞（ドラマ部門） | ノミネート |
| 2016 | 『フェンス』                          | 全米映画俳優組合賞                     | 主演男優賞               | 受賞       |
| 2016 | 『フェンス』                          | アカデミー賞                           | 主演男優賞               | ノミネート |
| 2016 | 『フェンス』                          | ゴールデングローブ賞                   | 主演男優賞 (ドラマ部門)  | ノミネート |
| 2016 | 『フェンス』                          | 放送映画批評家協会賞                   | 監督賞                   | ノミネート |
| 2016 | 『フェンス』                          | 放送映画批評家協会賞                   | 主演男優賞               | ノミネート |
| 2017 | 『ローマンという名の男 -信念の行方-』 | アカデミー賞                           | 主演男優賞               | ノミネート |
| 2017 | 『ローマンという名の男 -信念の行方-』 | ゴールデングローブ賞                   | 主演男優賞 (ドラマ部門)  | ノミネート |
| 2021 | 『マクベス』                          | アカデミー賞                           | 主演男優賞               | ノミネート |
| 2021 | 『マクベス』                          | ゴールデングローブ賞                   | 主演男優賞 (ドラマ部門)  | ノミネート |
| 2025 | 『グラディエーターII 英雄を呼ぶ声』   | ゴールデングローブ賞                   | 助演男優賞               | 未公表     |

## 栄典
アメリカ合衆国: 大統領自由勲章- （2022年・2025年）

## 日本語吹き替え
主に担当しているのは、以下の人物である。
大塚明夫
『グローリー』（ソフト版）以降、大半の作品で担当し、ほぼ専属（フィックス）となっている。
後述するように以前はデンゼルの出演作の日本語版に別役で出演しており、『青いドレスの女』ではトム・サイズモアの吹き替えを担当していたが、その際デンゼルを吹き替えていた後述の山寺宏一（大塚に先駆けデンゼルを多く担当）の演技については「彼（デンゼル・ワシントン）の喋り癖を本当に上手につかまえている」と称賛していた。後に自身がデンゼルの吹き替えを務める際には山寺の演技を脳内でシミュレートした上で取り入れていたと明かし、その経験から近年デンゼルを務める際には「よく（山寺を差し置いて）俺にまわってくるな」と不思議に感じていると話している。
小山力也
『マーシャル・ロー』で初担当。大塚の次に多く吹き替えている。
小山自身も特に好きな俳優にデンゼルを挙げており、「彼（デンゼル）は役ごとに全然違う演技で、観察眼の鋭さ、構築の緻密さに感服する」と語り、声を担当出来ることが本当に嬉しいと話している。
山寺宏一
『マルコムX』で初担当。最初期の作品を担当した。同作のデンゼルを吹き替えた際には苦労したといい、「とにかく全編が激しい演説シーンで、最後まで声が持つか心配であった」としつつも、思い出深い作品であるという。前述の通り現在デンゼルをメインで吹き替えている大塚明夫は山寺の吹き替えるデンゼルに多大な影響を受けたと語っている。
このほかにも、大塚芳忠、山路和弘、原康義、石塚運昇なども複数回、声を当てている。